# 塞缪尔·布兰南

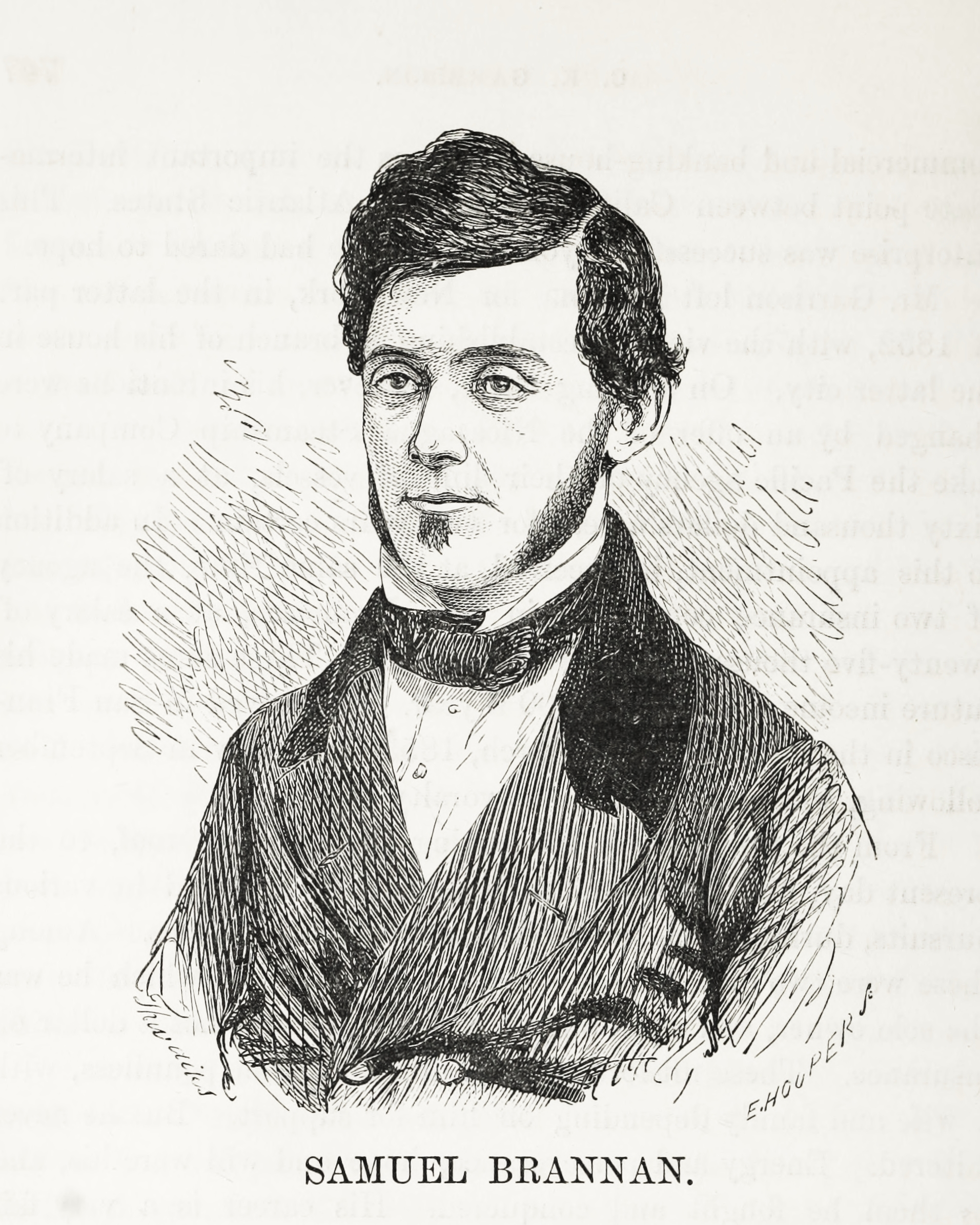
塞缪尔·布兰南

塞缪尔·S·布兰南 （Samuel S. Brannan，1819年3月2日 - 1889年5月5日） 是一位美国商人、记者和摩爾門教徒，他创办了旧金山第一份报纸，積極宣传加利福尼亞淘金潮，他還是加利福尼亚州的第一位百万富翁。  :237他還帮助组建了旧金山第一个警戒委员会並擔任該委員會的首位主席。  :132–150